# Pavel Šámal
Pavel Šámal (* 24. září 1953 Náchod) je český právník zabývající se trestním právem, od roku 2020 soudce Ústavního soudu České republiky, předtím od roku 1993 soudce Nejvyššího soudu České republiky, v letech 2015 až 2020 jeho předseda.

## Život
Absolvoval Právnickou fakultu Univerzity Karlovy v Praze v roce 1977, zde také roku 1980 získal titul doktora práv (JUDr.) a v roce 1999 titul Ph.D. Dříve působil jako soudce u Okresního soudu v Mostě (od roku 1979) a u Krajského soudu v Ústí nad Labem (od roku 1982). Od roku 1981 do roku 1989 byl členem KSČ. Po roce 1991 přešel na tehdejší republikový Nejvyšší soud, který se později transformoval na Vrchní soud v Praze, a od roku 1993 byl soudcem Nejvyššího soudu, kde byl členem trestního kolegia a předsedou jeho velkého senátu. Jeho manželka JUDr. Milada Šámalová je trestní soudkyní Nejvyššího soudu.

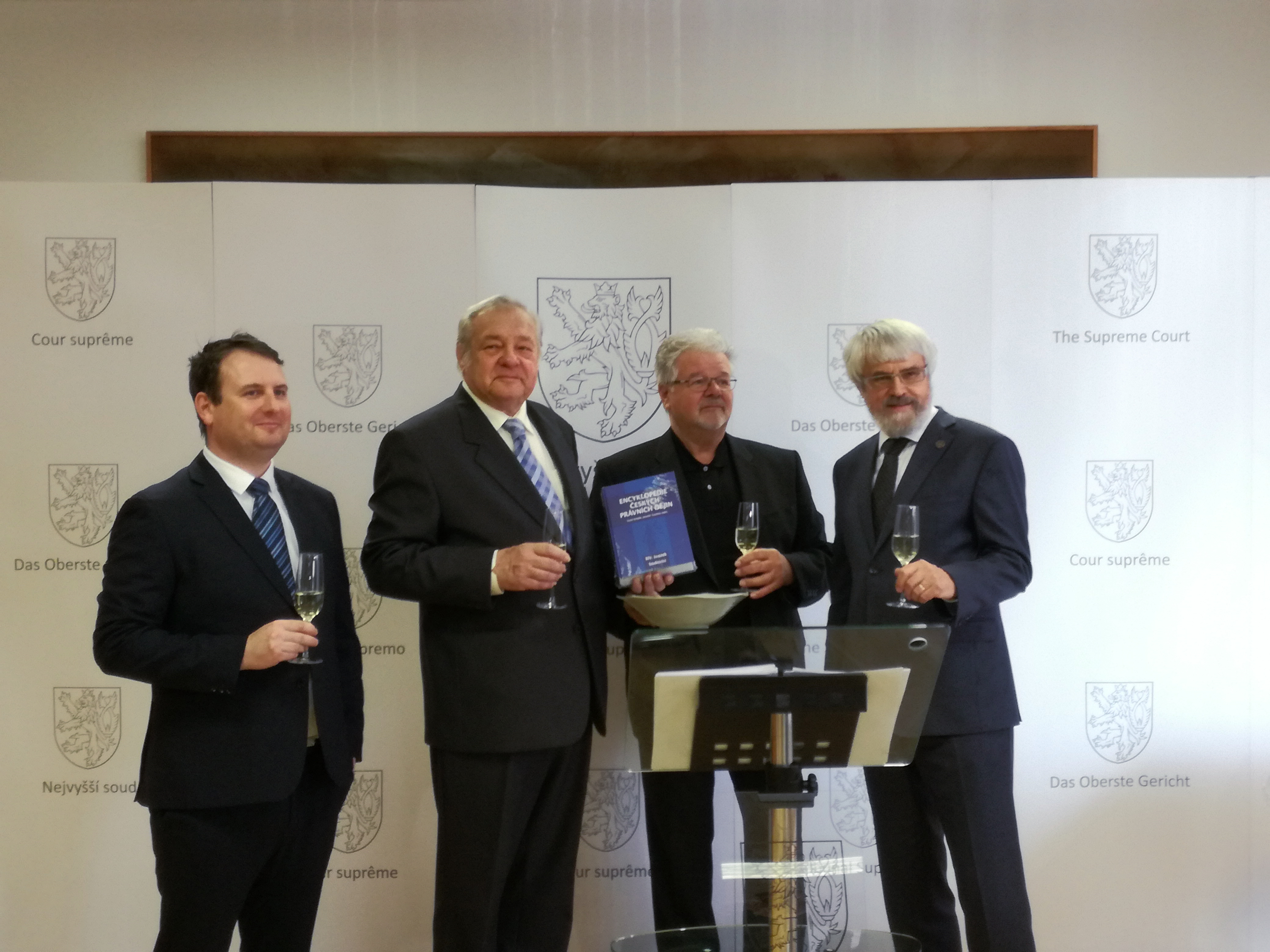
Předseda NS ČR Pavel Šámal (vpravo) při křtu Encyklopedie českých právních dějin (Nejvyšší soud, duben 2019).

Od roku 1993 je členem komise Ministerstva spravedlnosti České republiky pro přípravu rekodifikace trestního zákona a trestního řádu, vyučuje trestní právo na Právnické fakultě Univerzity Karlovy a dříve také na Právnické fakultě Západočeské univerzity v Plzni. V roce 2001 se habilitoval na Právnické fakultě Masarykovy univerzity v Brně v oboru trestní právo a v roce 2006 byl jmenován profesorem Právnické fakulty Univerzity Karlovy v Praze pro obor trestní právo, kriminologie a kriminalistika. Externě vyučuje trestní právo i na Policejní akademii v Praze nebo na Justiční akademii v Kroměříži. Působí i na katedře trestního práva Právnické fakulty Univerzity Palackého v Olomouci, kde rovněž trestní právo přednáší. Je členem vědeckých rad pražské, brněnské a olomoucké právnické fakulty, býval též členem Legislativní rady vlády. V roce 2008 se stal v oboru trestního práva Právníkem roku. Je hlavním autorem nového trestního zákoníku z roku 2009. Působí také v redakčních radách odborných časopisů jako jsou Právní rozhledy, Soudní rozhledy, Bulletin advokacie nebo Trestněprávní revue.
V prosinci 2019 prezident Miloš Zeman požádal Senát PČR o souhlas s jeho jmenováním soudcem Ústavního soudu ČR, ten jeho jmenování v lednu 2020 schválil. Dne 20. února prezident Pavla Šámala jmenoval.

## Dílo
- A. Sotolář, F. Púry, P. Šámal: Alternativní řešení trestních věcí v praxi, Praha 2000
- J. Musil, V. Kratochvíl, P. Šámal: Kurs trestního práva – trestní právo procesní, Praha 1999 (1. vydání), 2003 (2. vydání), 2007 (3. vydání)
- P. Šámal: Opravné prostředky v trestním řízení – stížnost pro porušení zákona, obnova řízení, Praha 1999
- P. Šámal: Osnova trestního zákoníku 2004-2006, Praha 2006
- P. Šámal a kol.: Podnikání a ekonomická kriminalita v České republice, Praha 2001
- P. Šámal a kol.: Přípravné řízení trestní, Praha 1997 (1. vydání), 2003 (2. vydání)
- P. Šámal a kol.: Trestní řád – komentář, Praha 1995 (1. vydání), 1997 (2. vydání), 1999 (doplňky k 2. vydání), 2001 (3. vydání), 2002 (4. vydání), 2005 (5. vydání), 2008 (6. vydání)
- P. Šámal a kol.: Trestní řízení před soudem prvního stupně, Praha 1996
- P. Šámal, F. Púry, S. Rizman: Trestní zákon – dodatek ke komentáři, Praha 2006
- P. Šámal, F. Púry, S. Rizman: Trestní zákon – doplňky ke komentáři, Praha 1999
- P. Šámal, F. Púry, S. Rizman: Trestní zákon – komentář, Praha 1994 (1. vydání), 1995 (2. vydání), 1998 (3. vydání), 2001 (4. vydání), 2003 (5. vydání), 2004 (6. vydání)
- F. Púry, P. Šámal, J. Urbánek: Vzory podání a rozhodnutí v trestních věcech, Praha 2005
- P. Šámal: Základní zásady trestního řízení v demokratickém systému, Praha 1999
- P. Šámal a kol.: Zákon o soudnictví ve věcech mládeže – komentář, Praha 2004 (1. vydání), 2007 (2. vydání)